# Eira Aune
Eira Aune (født 10. marts 1997 i Lillestrøm, Norge) er en norsk håndboldspiller, der spiller for norske Oppsal IF i Eliteserien

## Karriere
Hun spillede fra 2017 til sommeren 2021, for den norske ligaklub Oppsal IF, der spiller i Eliteserien. I hendes sæson for Oppsal IF, blev hun holdets samlede topscorer ved sæsonafslutnignen med i alt 81 mål.
Det blev i april 2020, offentliggjort at den danske ligaklub Silkeborg-Voel KFUM, havde hentet Aune på en 2-årig kontrakt. Klubben kunne så i oktober 2021, meddele at man havde forlænget hendes kontrakt med yderligere to år, gældende til sommeren 2024.